# Opéra Garnier

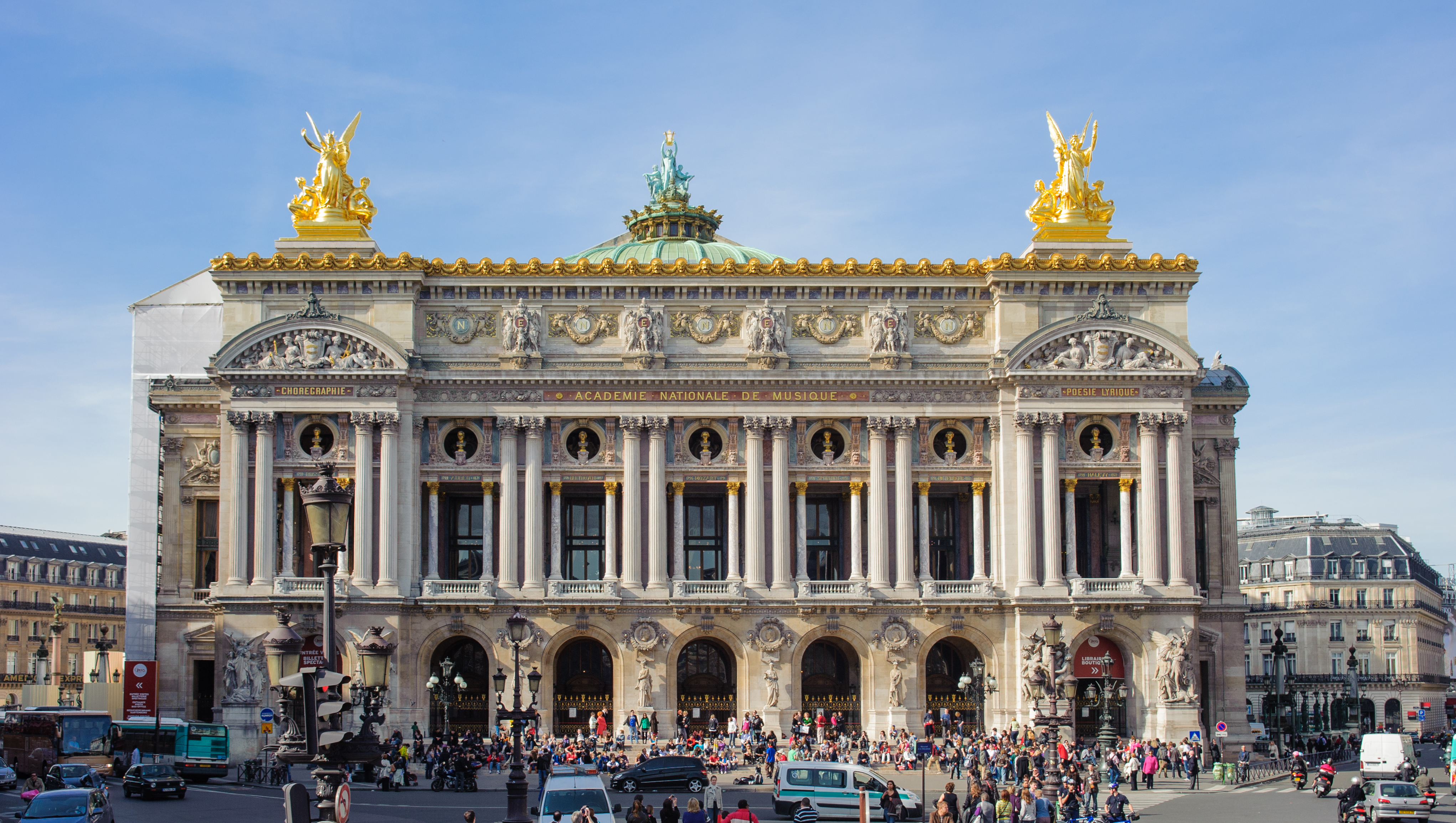
Palais Garnier, 2009

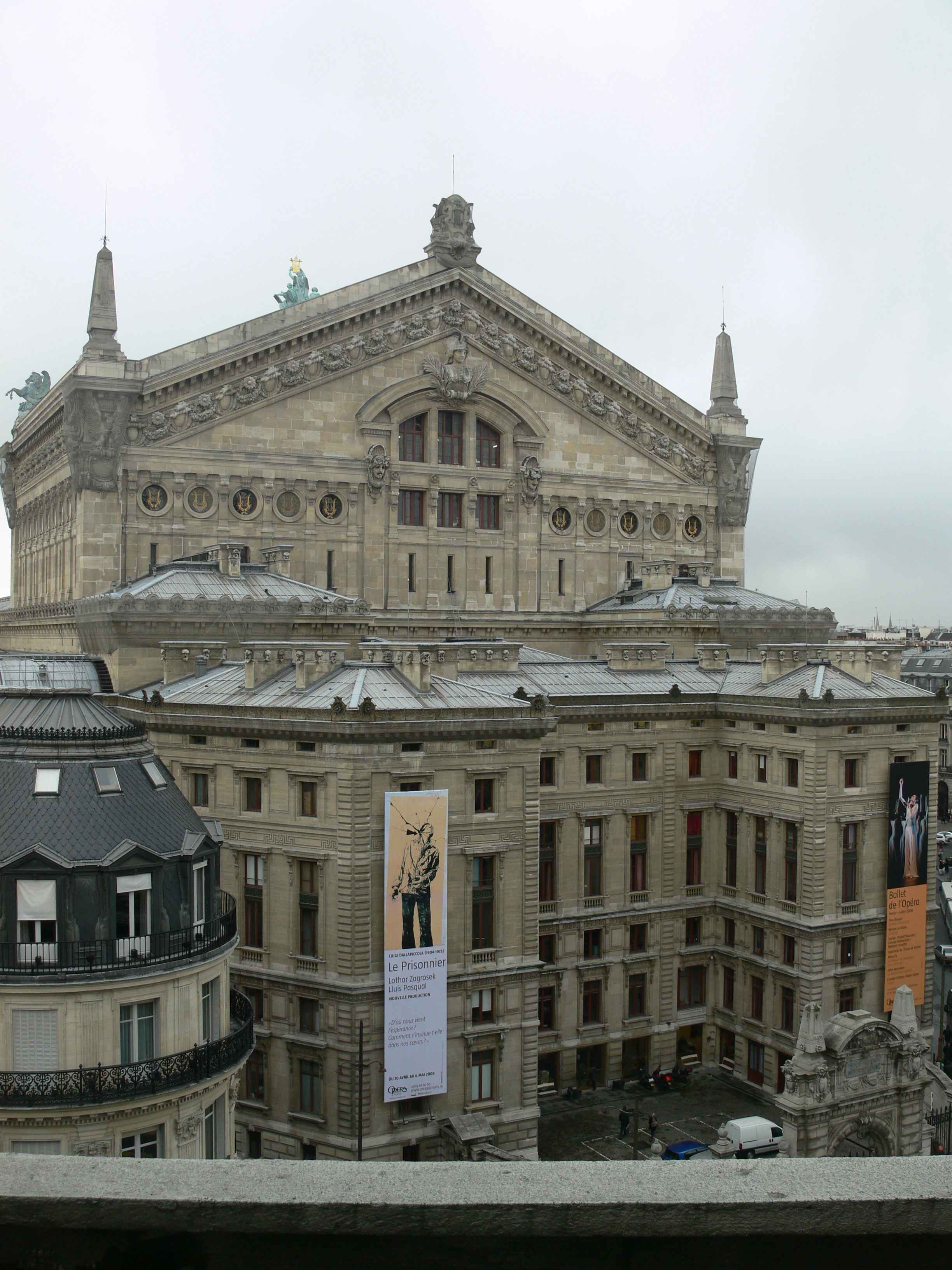
Palais Garnier, Rückseite mit Bühnenhaus und Verwaltungstrakt

Die Opéra Garnier, auch Palais Garnier genannt, ist (neben der Opéra Bastille) eines der zwei Pariser Opernhäuser, die der staatlichen Institution Opéra National de Paris unterstehen. Sie wurde 1875 eröffnet und steht am rechten Seineufer im 9. Arrondissement. Sie ist nach ihrem Architekten Charles Garnier benannt. Seit der Eröffnung der Opéra Bastille im Jahre 1989 wird die Opéra Garnier hauptsächlich für Ballettaufführungen des hauseigenen Ballet de l’Opéra de Paris genutzt, führt aber nach wie vor auch klassische Opern auf.

## Entstehung

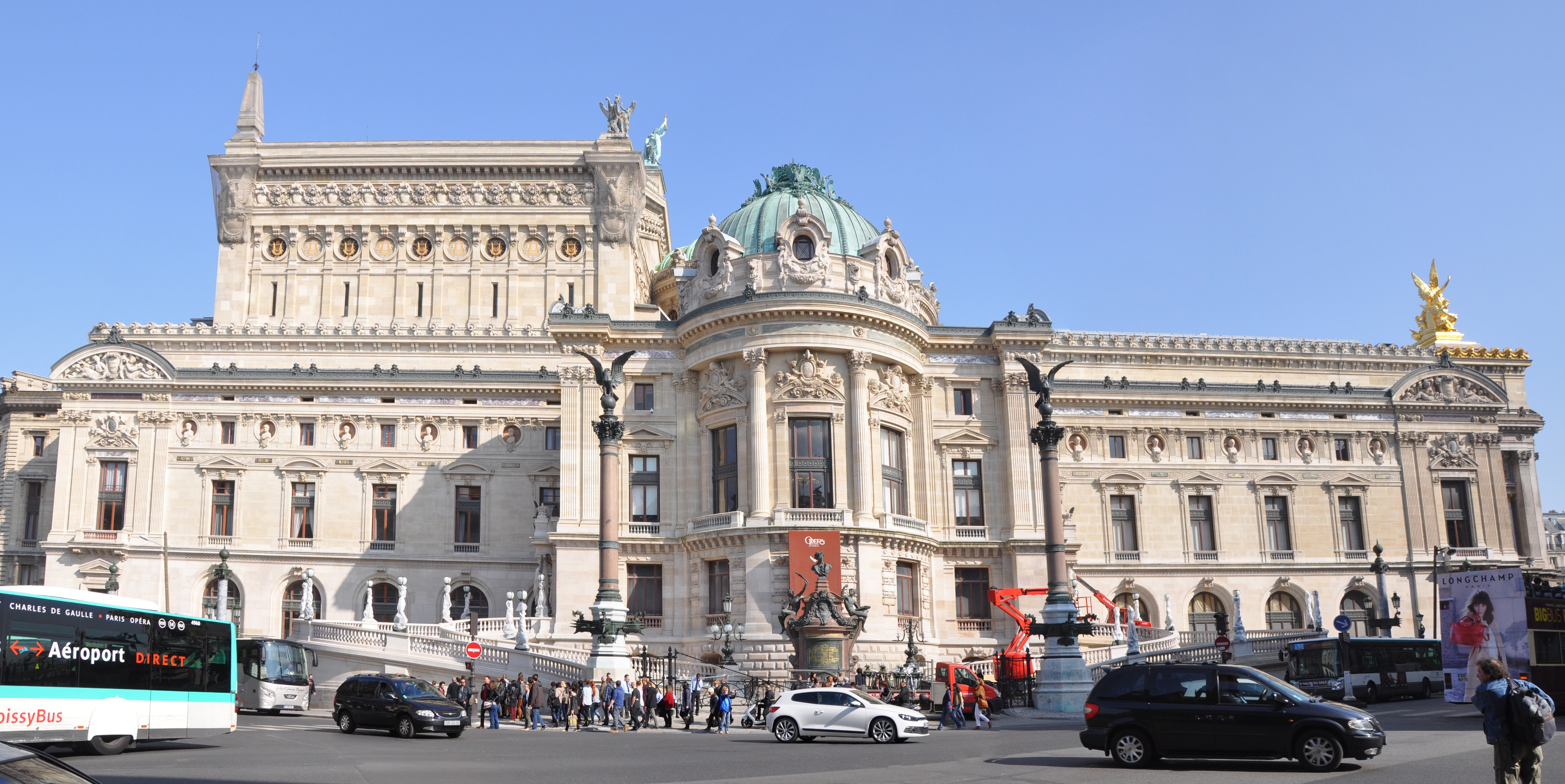
Westfassade

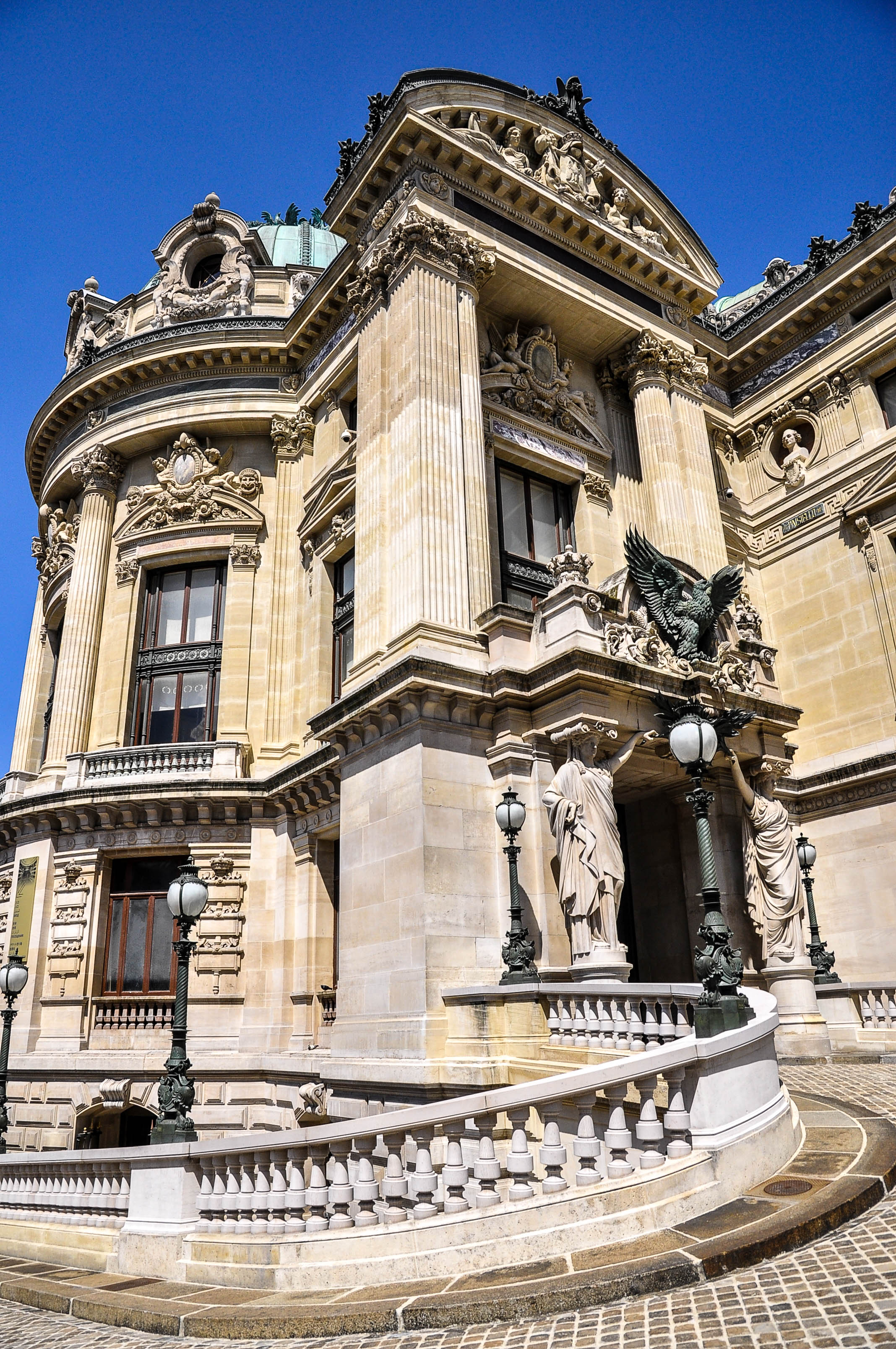
Pavillon des Kaisers (geplant für Napoleon III.), mit einer Vorfahrt für Kutschen

Die Oper wurde von 1860 bis 1875 unter dem Baumeister und Architekten Charles Garnier im Auftrag von Napoleon III. erbaut. Unmittelbarer Anlass für den Neubau war ein gescheitertes Attentat auf Napoléon am 14. Januar 1858, als er zusammen mit der Kaiserin die damalige Oper Salle de la rue Lepeletier besucht hatte. Die Opéra Garnier hat einen eigenen Eingang für den Kaiser (siehe Bilder); er konnte im Pavillon aussteigen und ohne Kontakt mit dem Publikum zu seiner Loge gelangen.
Garnier hielt an einer äußeren Gestaltung fest, an der die inneren Funktionen klar erkennbar sind, und griff die traditionelle Guckkastenbühne wieder auf, die er mit einem grandiosen Rahmen umgab, Schauplatz von Lust und Luxus für Festlichkeiten.
Den Bauplatz bestimmte der Präfekt Georges-Eugène Haussmann im Rahmen der laufenden Umgestaltung der Metropole. 1858 wurde ein Architekten-Wettbewerb ausgetragen. Unter den anonymisierten Arbeiten gewann der junge unbekannte Garnier überraschend. 1860 begannen die schwierigen und langwierigen Bauarbeiten. Schon der Baugrund bereitete Probleme, weil der hohe Grundwasserspiegel die Befestigung der Fundamente erschwerte. Unter dem Operngebäude befindet sich ein Grundwassersammelbecken, das regelmäßig von der Feuerwehr kontrolliert und leergepumpt werden muss. 
Der Bau verzögerte sich auch durch den Krieg von 1870/71 und den Niedergang des Kaiserreichs. Nach einem Brand im bestehenden Opernhaus Le Peletier 1873 entschloss sich die Regierung der Dritten Republik, den Bau fertigstellen zu lassen. Für die Mosaike reisten Fachleute aus dem Friaul an. Die neue Oper wurde am 5. Januar 1875 eingeweiht.

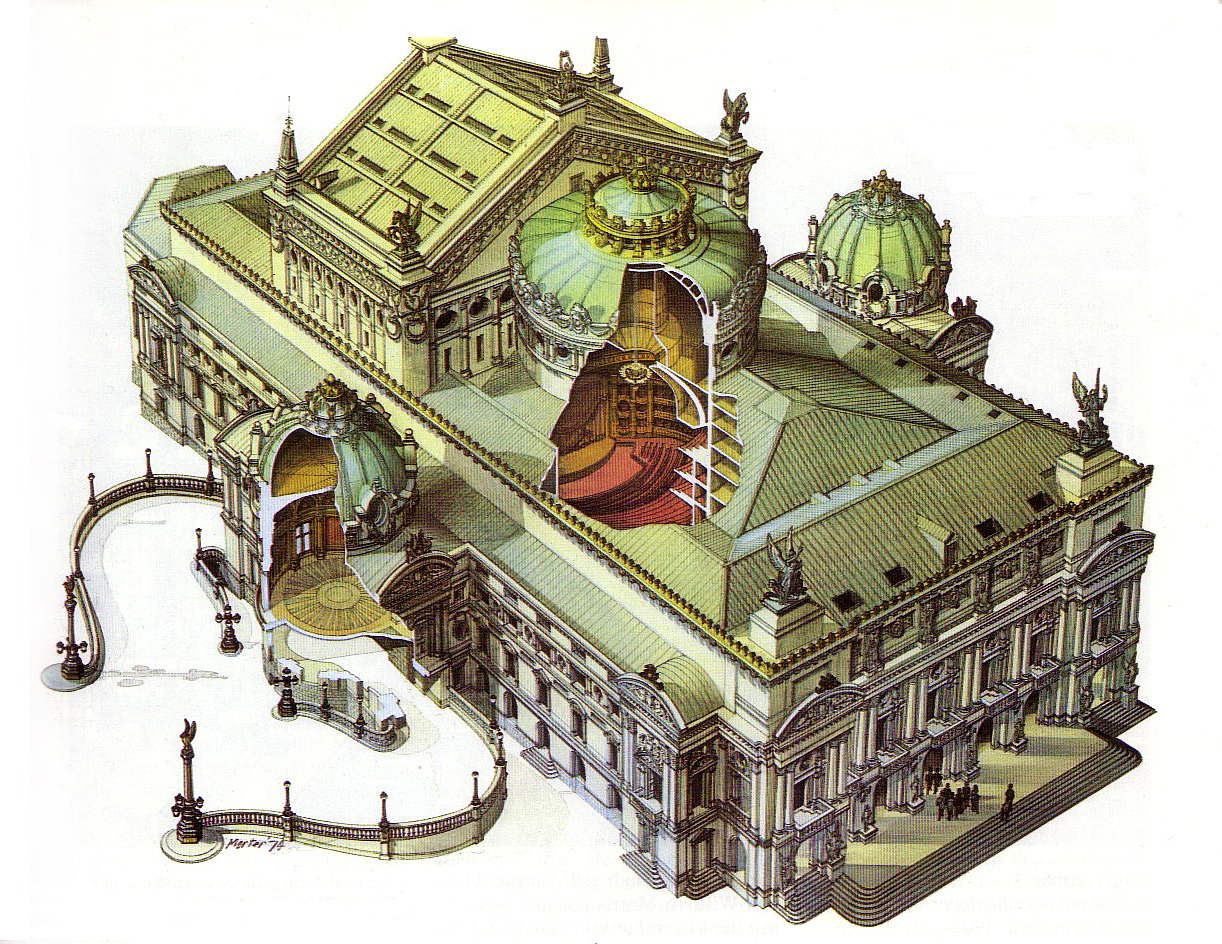
Entwurfs- und Modellzeichnung
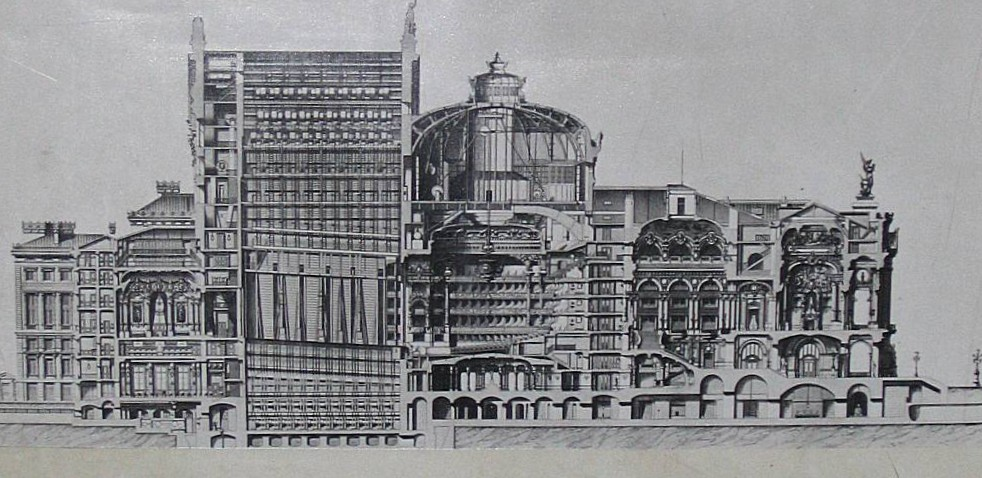
Längsschnitt

## Architektur
Mit ihrem neobarocken, im Inneren üppig ausgeschmückten Stil ist die Oper einzigartig unter den Pariser Bauwerken jener Zeit, die meist durch Klassizismus und Historismus bestimmt sind. Der Baumeister wollte mit der Oper einen eigenen Style Napoléon III schaffen und dem Umstand besondere Rechnung tragen, dass im 19. Jahrhundert der Besuch der Oper vor allem ein gesellschaftliches Ereignis darstellte. Es ging vor allem darum, zu sehen und gesehen zu werden. Diesen Bedürfnissen entsprechend schuf der Architekt mit einer spektakulären Marmortreppe, dem Grand Foyer, dem runden Salon du Glacier und dem in roten und goldenen Farbtönen dekorierten gewaltigen Zuschauerraum eine angemessene „Bühne“ für das „Schaulaufen“ des Publikums. Durch die Hufeisenform des Zuschauerraums ist zwar die Sicht auf die Bühne umso schlechter, je weiter man am Rand sitzt, dafür aber der Blick in die gegenüberliegenden Logen einwandfrei. Zur damaligen Zeit war es auch noch nicht üblich, bei Beginn der Vorstellung das Licht im Saal zu löschen, um sich auf das Bühnengeschehen konzentrieren zu können. Die Wichtigkeit dieses „Sehen-und-Gesehen-Werdens“ zeigt sich auch in Garniers Bauplan: Für das Foyer samt Treppe plante er ähnlich viel Raum ein wie für den gesamten Bühnenbereich und die Größe des Grand Foyers mit seinen Galerien entspricht in etwa jener des Zuschauerraums.

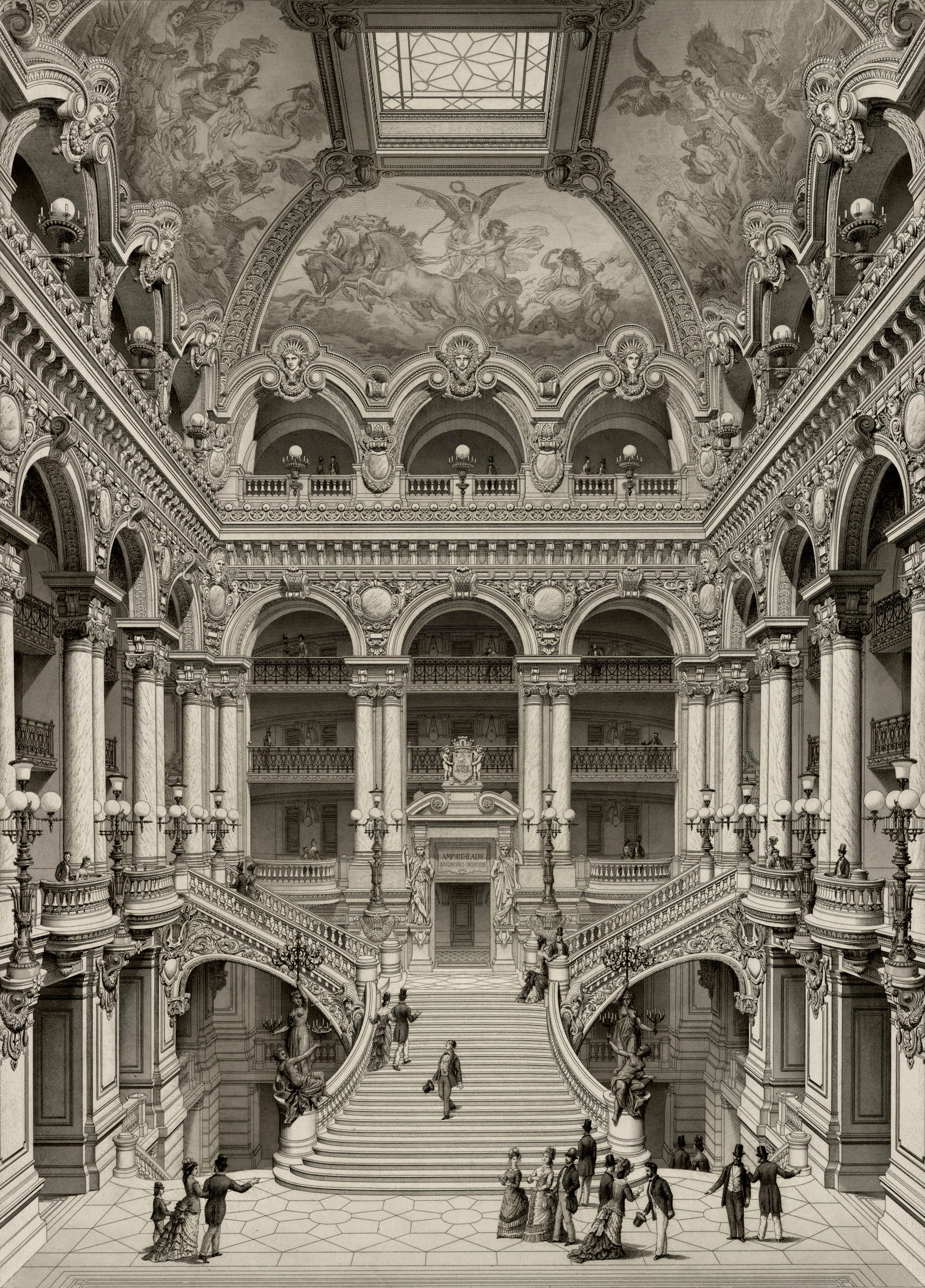
Gesamtansicht des Treppenhauses, Kupferstich, 1880
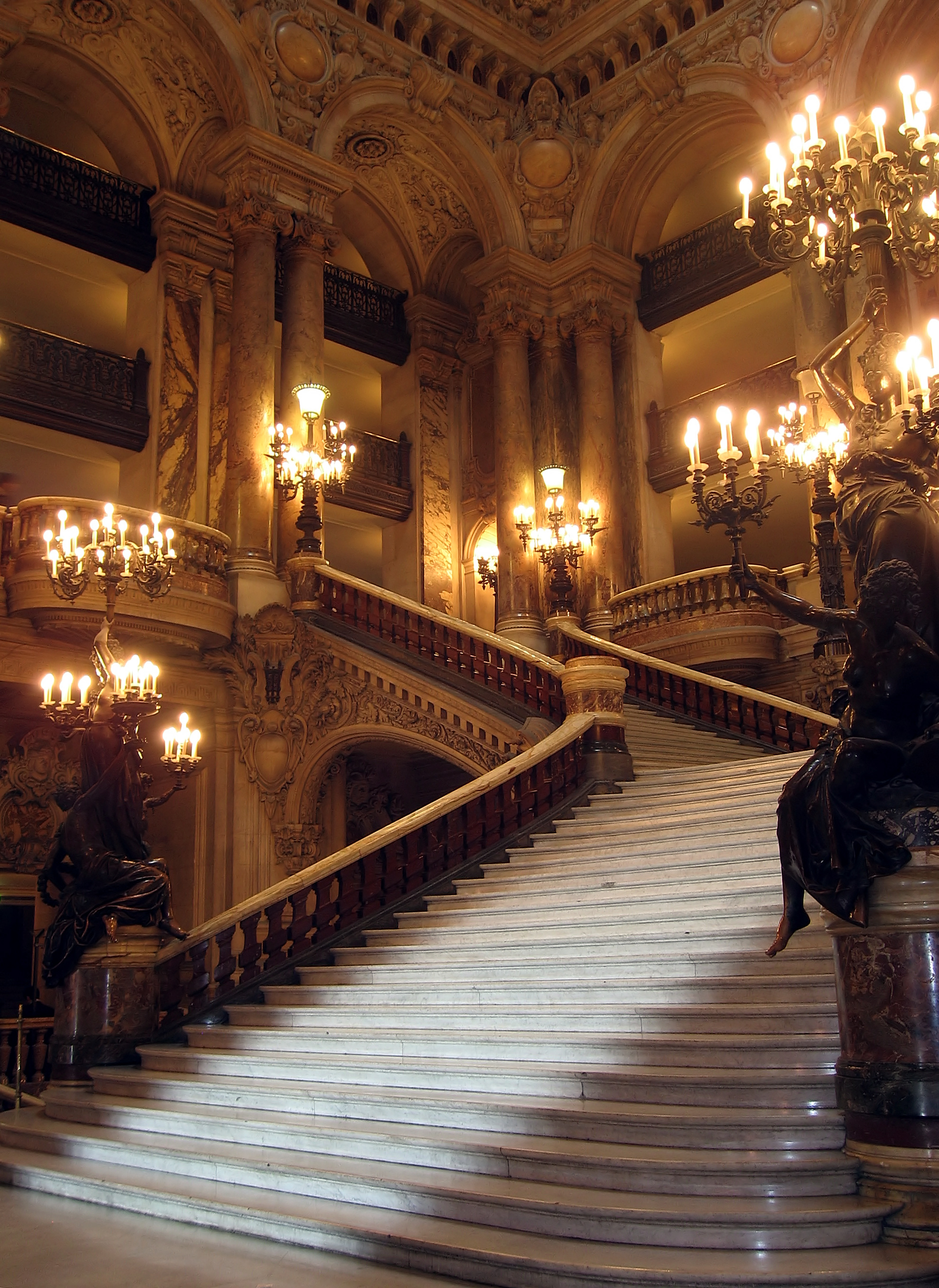
Große Treppe
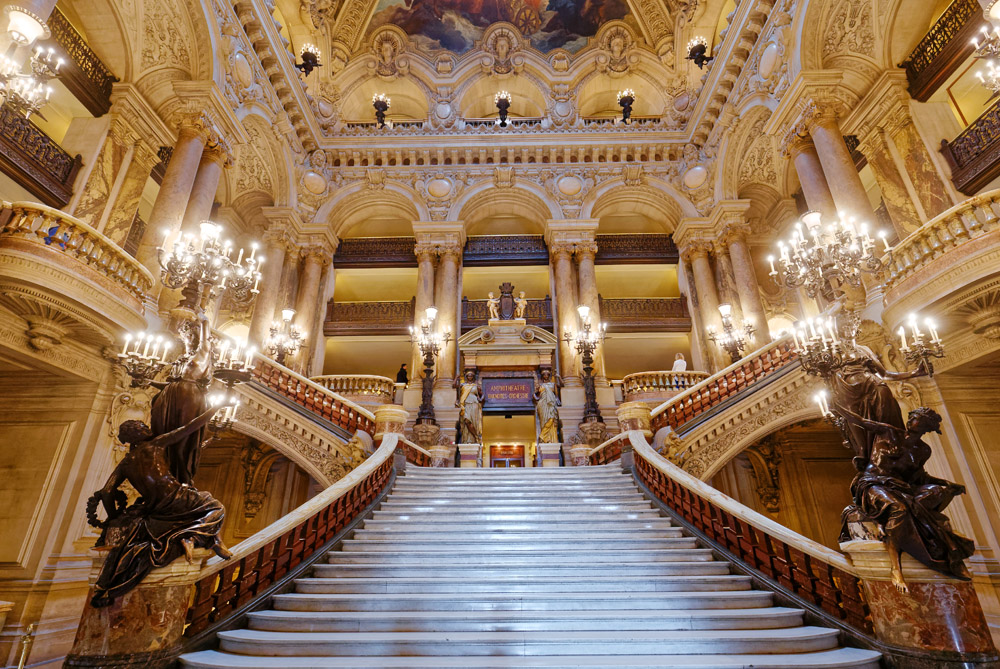
Große Treppe («escalier d’honneur»)
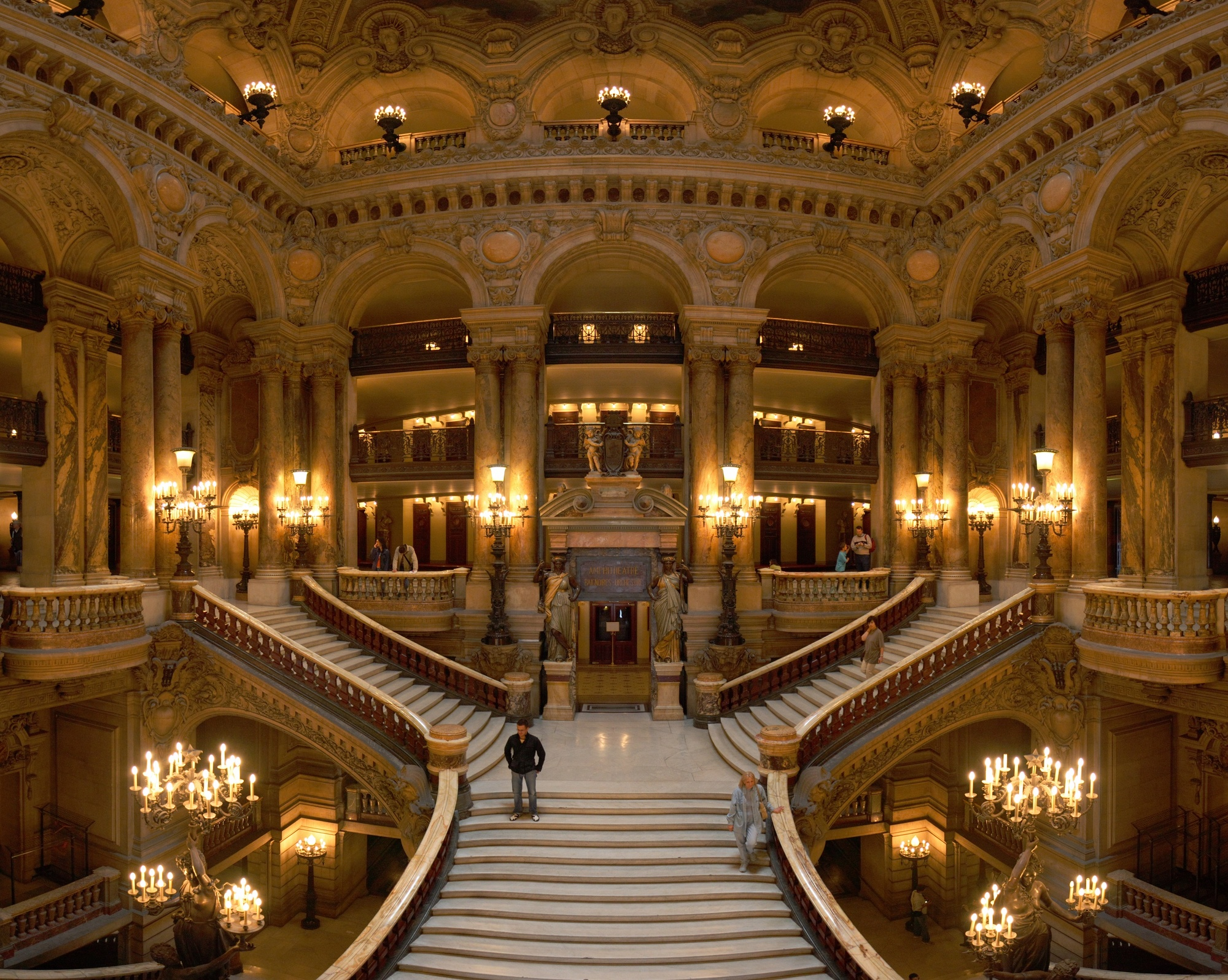
Große Treppe von oben

Bis zur Einweihung der Opéra Bastille 1989 war das Palais Garnier der größte Theaterbau der Welt (auch wenn die Wiener Staatsoper und die Mailänder Scala mehr Sitzplätze haben). Die Grundfläche umfasst 11.237 Quadratmeter, 1.900 Zuschauer finden Platz, der Saal wird von einem acht Tonnen schweren Kristall-Lüster erleuchtet, das Treppenhaus ist mit über 30 verschiedenen Marmorsorten ausgestattet.
Außen tragen Bogenpfeiler der unteren Fassade allegorischen Skulpturenschmuck: Die lyrische Poesie, die Musik, das Idyll, die Deklamation, der Gesang, das Drama, der Tanz und das lyrische Drama. Über den Bogen sieht man Medaillons mit Abbildungen von Cimarosa, Haydn, Pergolesi und Bach. In den Nischen über der Loggia stehen vergoldete Bronzebüsten großer Komponisten (Halévy, Meyerbeer, Rossini, Auber, Spontini, Beethoven und Mozart). Auf der Attika stehen Bronzegruppen der lyrischen Poesie mit den Musen und den Genien des Ruhmes. Die riesige Kuppel krönt eine Apollostatue, flankiert von Pegasusfiguren. Die Seiten- und Rückfassaden werden von einem Relief aus zwei verschlungenen Mäanderbändern umlaufen, das sich in Höhe der oberen Fenstersimse befindet. Ein ähnliches, an verkettete Hakenkreuze erinnerndes Relief befindet sich auch im Sully-Flügel des Louvre, dort jedoch im Inneren als Abschluss für die Wandverkleidung unterhalb der Fensterkanten.

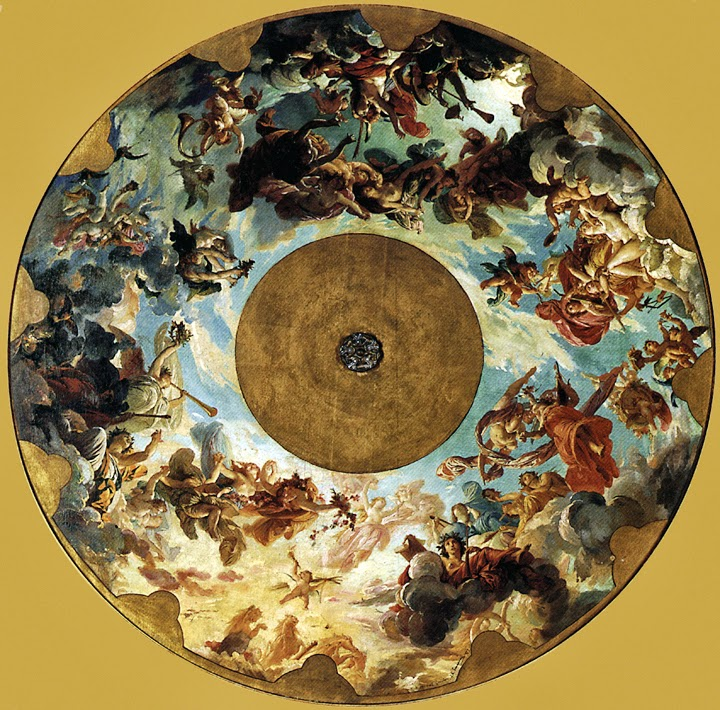
Ursprüngliches Deckengemälde von Jules Eugène Lenepveu

Im Jahr 1964 schuf der 77-jährige Marc Chagall im Auftrag von Kulturminister André Malraux einen Entwurf für ein neues Deckengemälde in der Kuppel über dem Zuschauerraum. Das ursprüngliche, 240 Quadratmeter große Deckengemälde ging dabei nicht verloren, sondern befindet sich nach wie vor hinter dem von Chagall. Dieser arbeitete auf in die Kuppel eingepassten zwölf Leinwandsegmenten, die auf einer Kunststoffkonstruktion befestigt sind. Die künstlerische Leistung Chagalls wird allgemein anerkannt. Der stilistische Bruch zwischen der Chagall-Decke, die eine farbintensive „Hymne an die Musik“ darstellen soll, und der architektonischen Ornamentik ist oft diskutiert worden. Chagall, der seinen Entwurf zwischen Januar und August 1963 ausführte, thematisierte in seinem Gemälde 14 berühmte Komponisten sowie ihre größten Werke und stellte sich selbst mit Malerpalette und Pinsel dar. Das Deckengemälde wurde von Roland Bierge (1922–1991) nach Chagalls Entwurf zwischen Januar und Juni 1964 in einer Werkstatt der „Manufacture des Gobelins“ ausgeführt.
Ein Entwurf der ursprünglichen blaugrundigen Deckenausmalung von Jules Eugène Lenepveu aus dem Jahr 1872 mit einem Zyklus mythologischer Gestalten kann in der Gemäldegalerie im Museum des Palais Garnier besichtigt werden. Das Gemälde Lenepveus, das aus 24 Kupferplatten zusammengesetzt ist und in der ersten Hälfte des 20. Jahrhunderts zweimal restauriert wurde, beinhaltet 63 Figuren, die die Musen und die Stunden des Tages und der Nacht darstellen.
Zu kontroversen Diskussionen kam es 2015, nachdem Besucher des Hauses einen Teil der Logentrennwände entfernt fanden. Jeweils drei der bisherigen Logen bildeten eine größere Loge. Die Opéra National de Paris verteidigte ihr Vorgehen mit der erheblichen Verbesserung der Bühnensicht, die dadurch für die betreffenden Sitzplätze erreicht worden sei. Die neue Handhabung, die Trennwände nach Bedarf herauszunehmen, habe schon Charles Garnier so vorgesehen.
Die Opéra Garnier gilt in der Architekturgeschichte als ein Musterbeispiel des Theaterbaus. Oft war sie Vorbild für spätere Bauten; so ähnelt beispielsweise die Fassade des 1896 in Berlin fertiggestellten Theater des Westens auffällig jener des Pariser Opernhauses.

## „Phantom der Oper“
Dieses Opernhaus ist der Originalschauplatz der Geschichte des Phantoms der Oper. Realer Hintergrund sind mysteriöse Geräusche aus dem Untergrund während der ersten Aufführungen sowie ein nie völlig aufgeklärter Unfall, bei dem ein Gegengewicht des tonnenschweren Kronleuchters am 20. Mai 1896 herunterstürzte und die 56-jährige Concierge Madame Chomette aus der Rue Rochechouart tötete. Diese Ereignisse und die Angst der Theaterleute vor dem unheimlichen Keller, seinen labyrinthartigen Gängen und dem ihnen unbekannten Grundwassersammelbecken schufen den Mythos rund um den „Operngeist“. Die unterirdischen Gewässer, die vom Phantom der Oper mit seiner Barke befahren werden, existieren wirklich und müssen heute noch regelmäßig abgepumpt werden. Die vom Phantom der Oper beanspruchte Loge 5 ist entsprechend markiert und von außen zu besichtigen (im ersten Stock, ganz links).

## „Foyer de la Danse“
Das Foyer de la Danse war ein spezieller Saal in der Oper, hinter der Bühne gelegen, ursprünglich für das Aufwärmen der Tänzerinnen und das Richten ihrer Kostüme vor ihrem Auftritt gedacht. Bald wurde es üblich, dass die Mieter der Logen, die Abonnenten, sich in diesem Saal einfanden und den Tänzerinnen zusahen. Die Tänzerinnen, insbesondere die „Ratten“, waren sehr jung, oft nur 13 bis 14 Jahre alt, und arm, die Herren waren alt und reich. Aus dem Trainingssaal wurde ein „Ort der Verführung“, die Herren verabredeten sich mit den Tänzerinnen, unterstützt von deren Müttern, die eigentlich ihre Töchter behüten sollten, sich aber oft als Kupplerinnen betätigten. Die „Mütter“ waren oft nicht die wirklichen Mütter der Tänzerinnen, sondern sogenannte Tanten, Cousinen oder Freundinnen der Familie. Die meisten Tänzerinnen entstammten sehr armen Familien. Karriere zu machen ohne eine „Protektion“ war praktisch unmöglich. Manche Mädchen machten eine gute Partie, die meisten fielen in die Armut zurück. Die Bilder von Edgar Degas und Jean-Louis Forain zeigen oft diesen Ort und die erotische Atmosphäre.

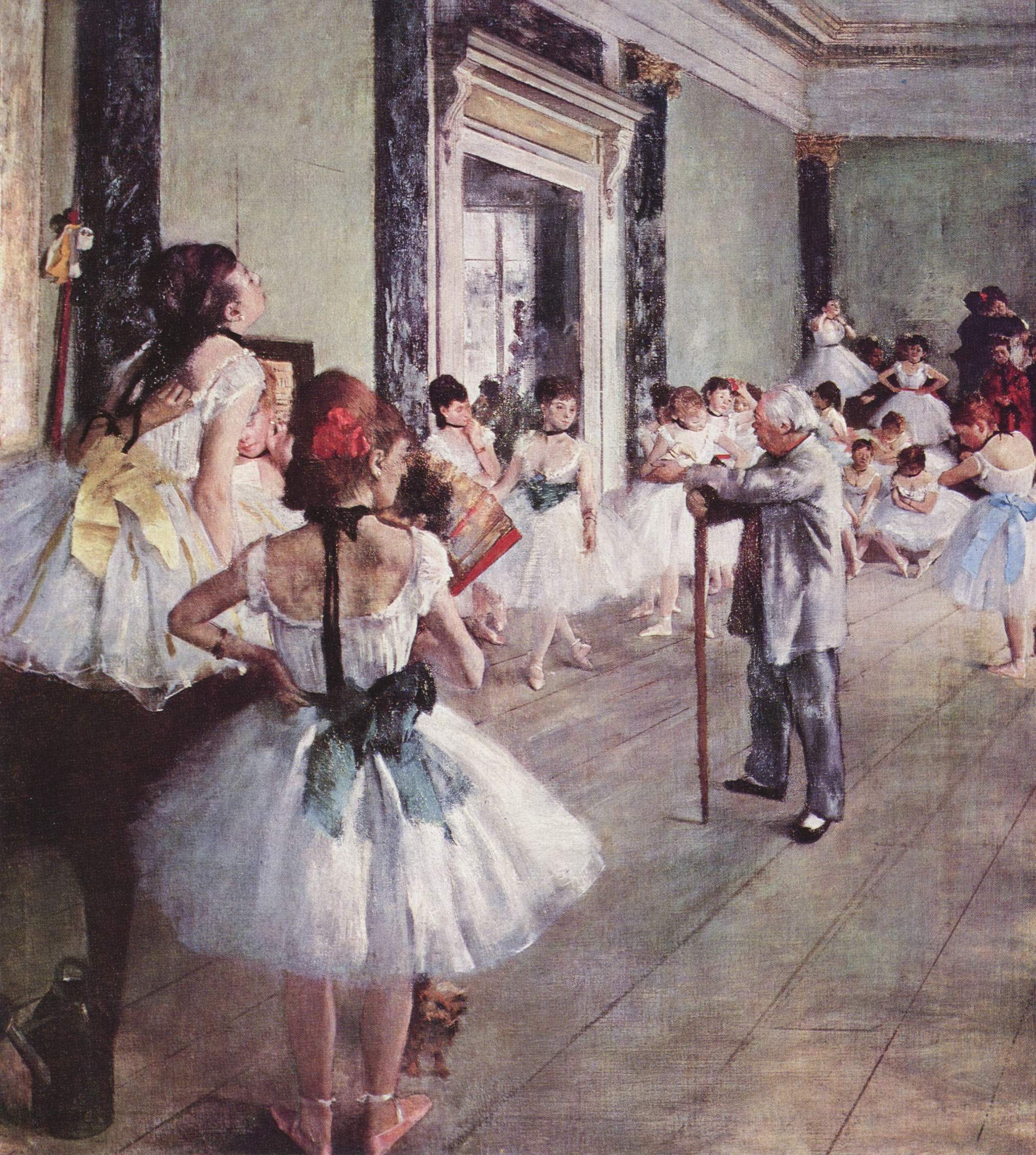
Edgar Degas: Der Balletmeister

Auch für die Belle Époque war dies skandalös, aber erst in den 1930er Jahren wurde dieser Treffpunkt für die Herren geschlossen. Die französische Redensart „S’offrir une danseuse“ (Sich eine Tänzerin leisten, in der Bedeutung „Sich ein teures Hobby leisten“) zeugt noch von diesem Brauch.

Galerie
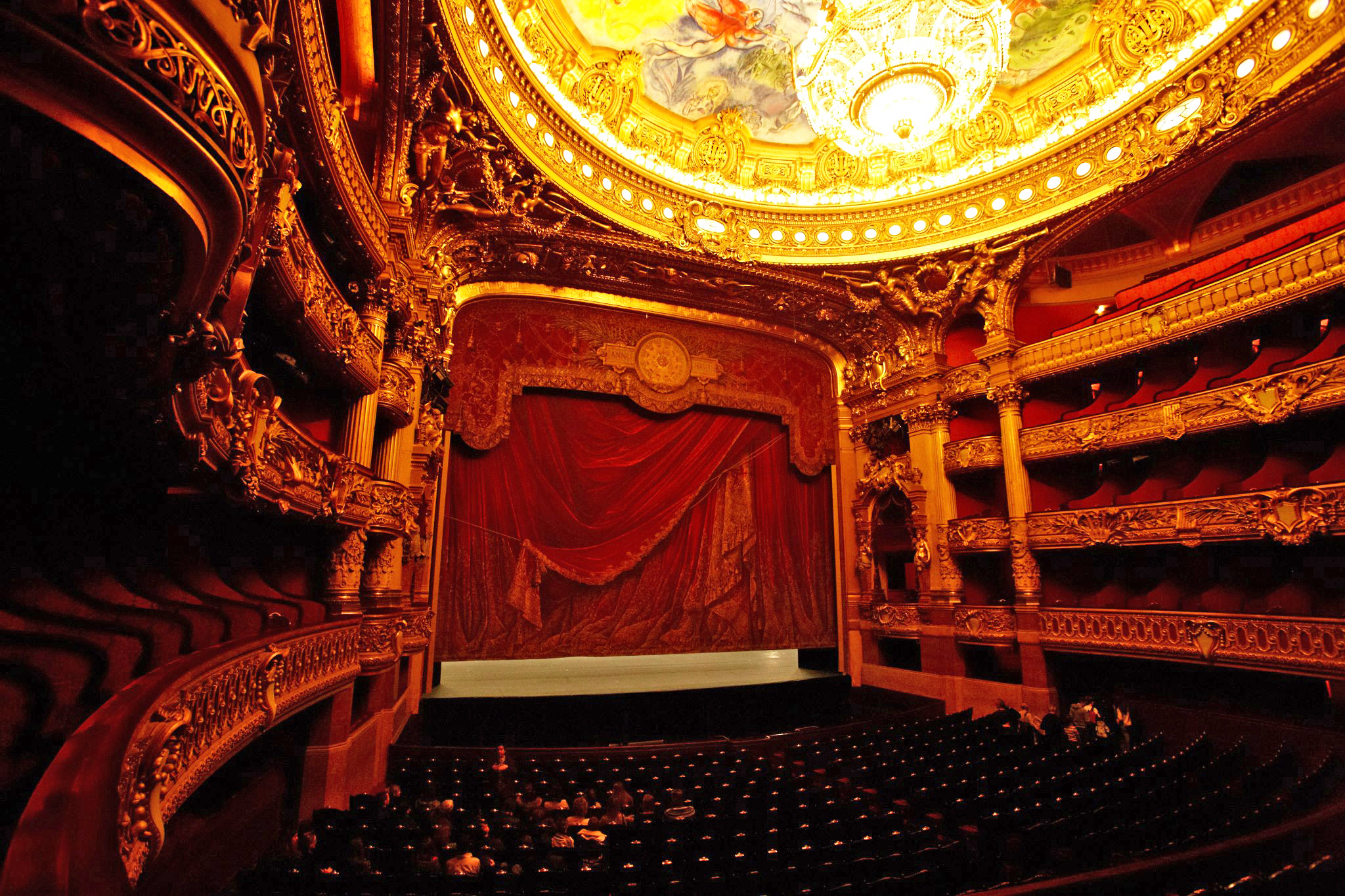
Zuschauerraum
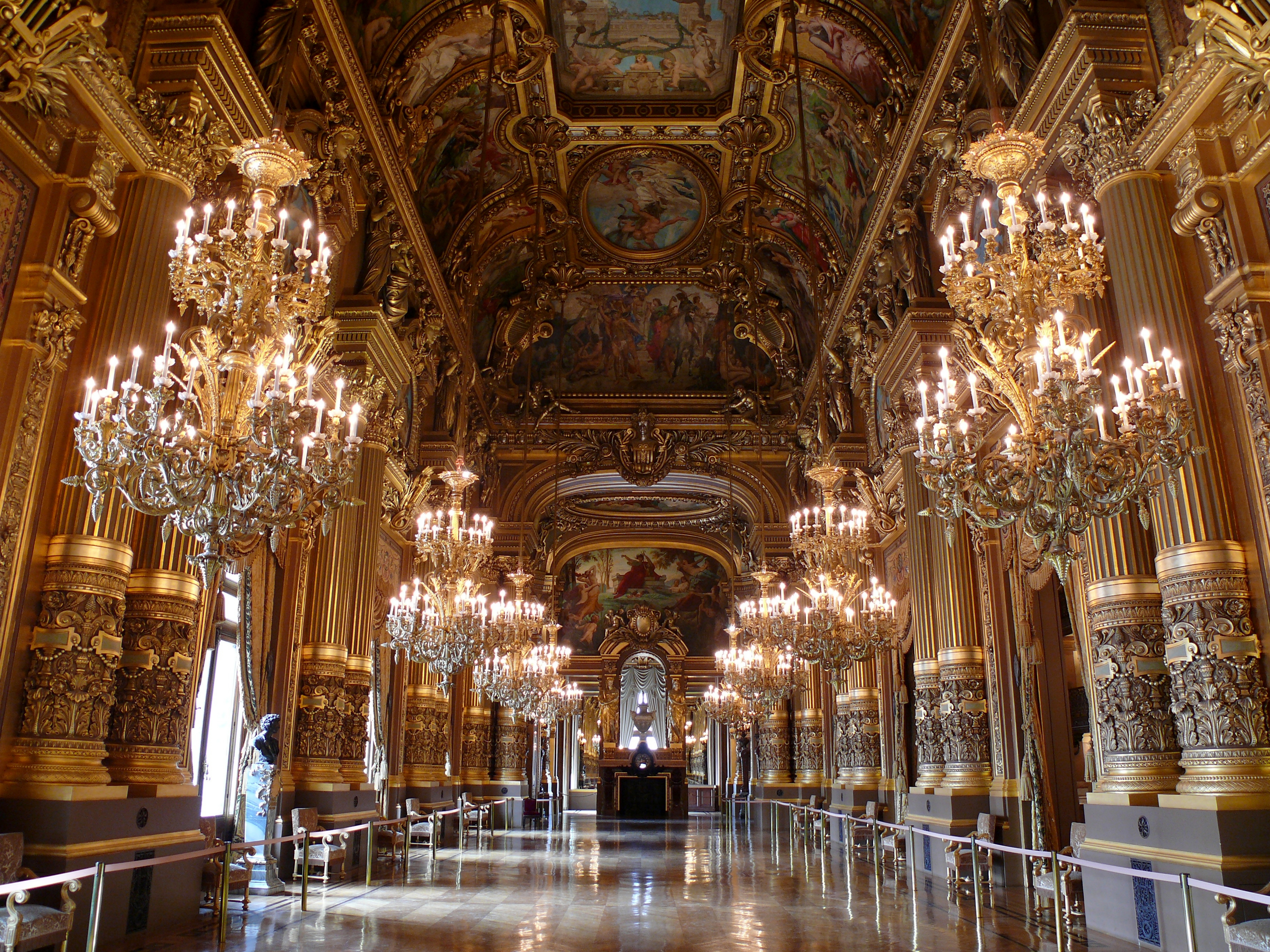
Wandelhalle für das Publikum
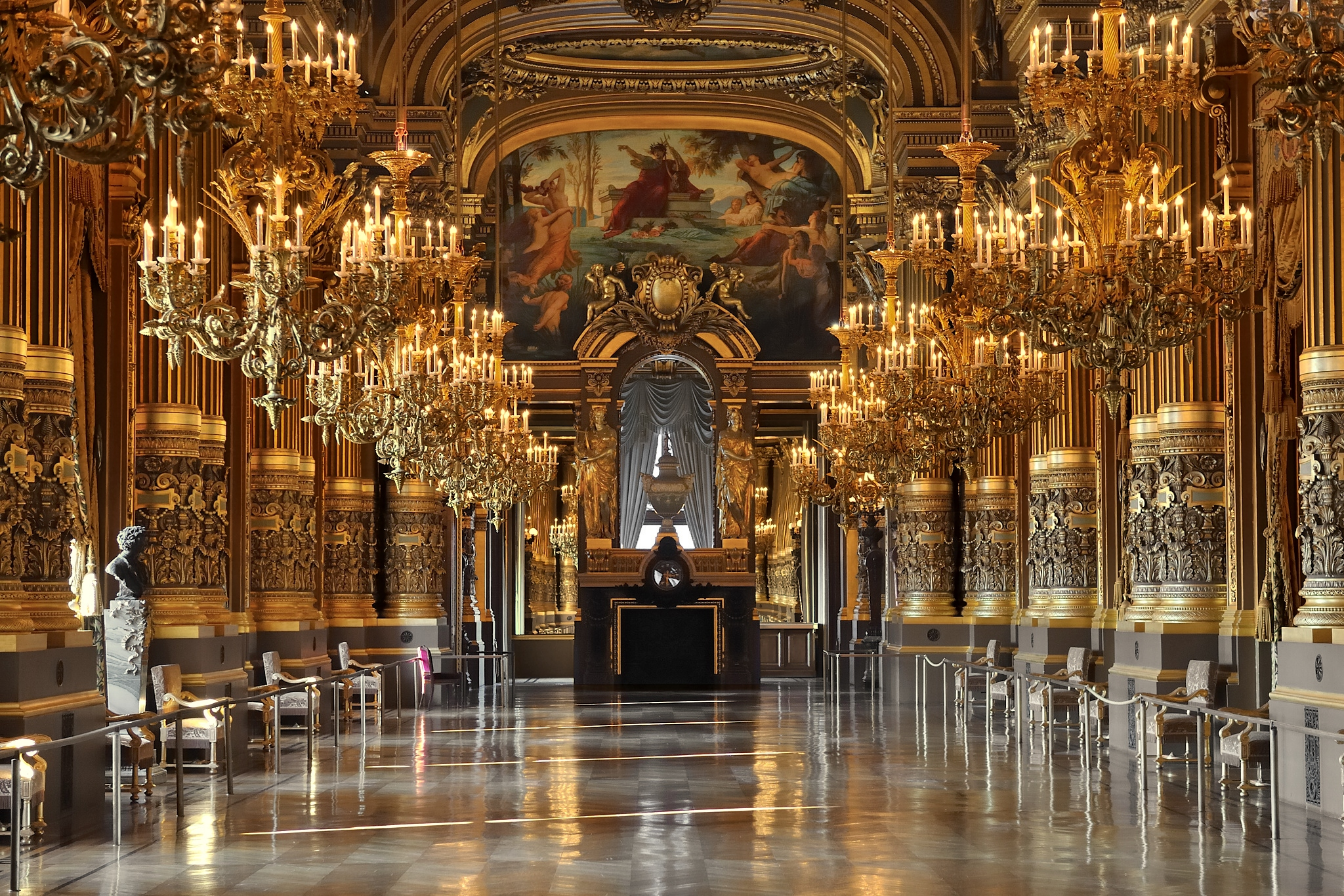
Grand Foyer
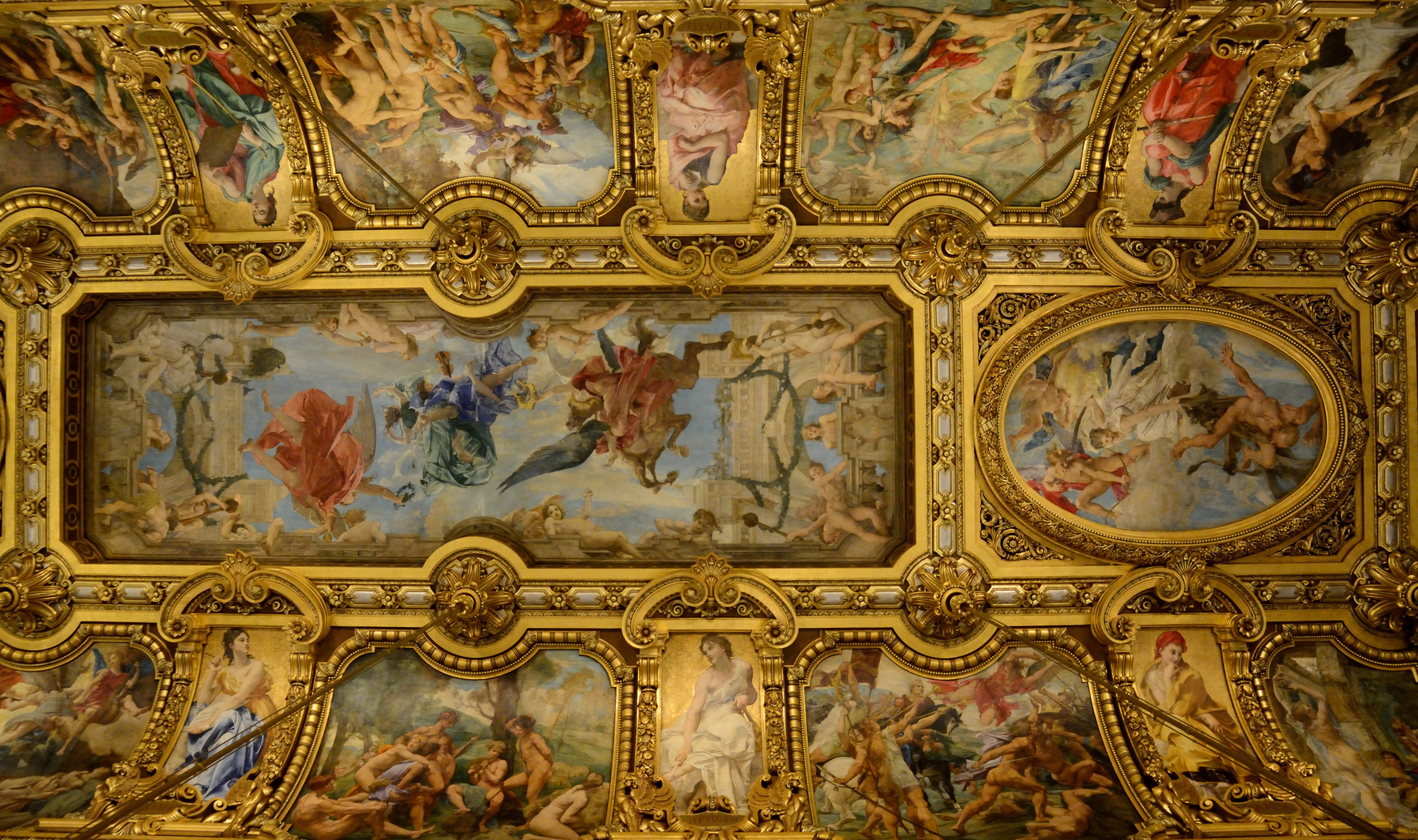
Deckenfresko des Grand Foyer
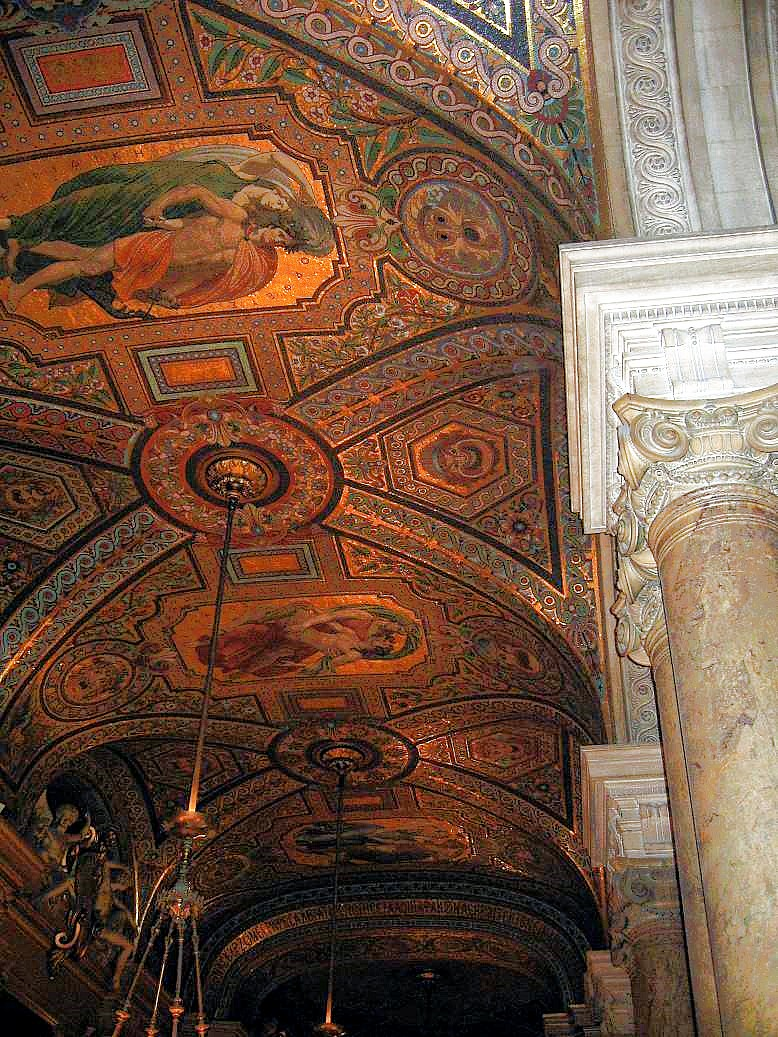
Deckenmosaik
Allegorisches Wandgemälde
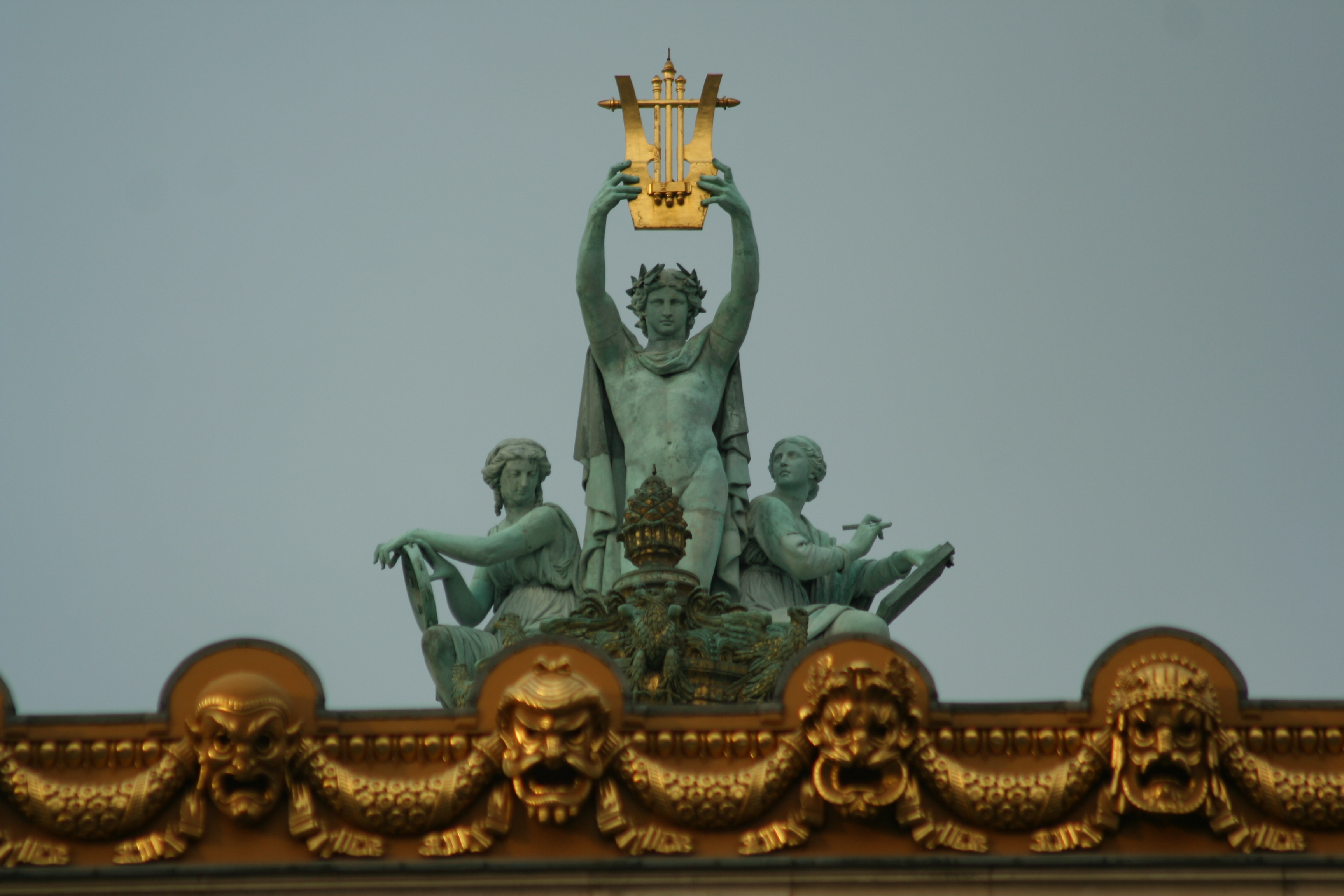
Apollon-Statue mit Musik links und Poesie rechts auf dem Dach der Opéra Garnier
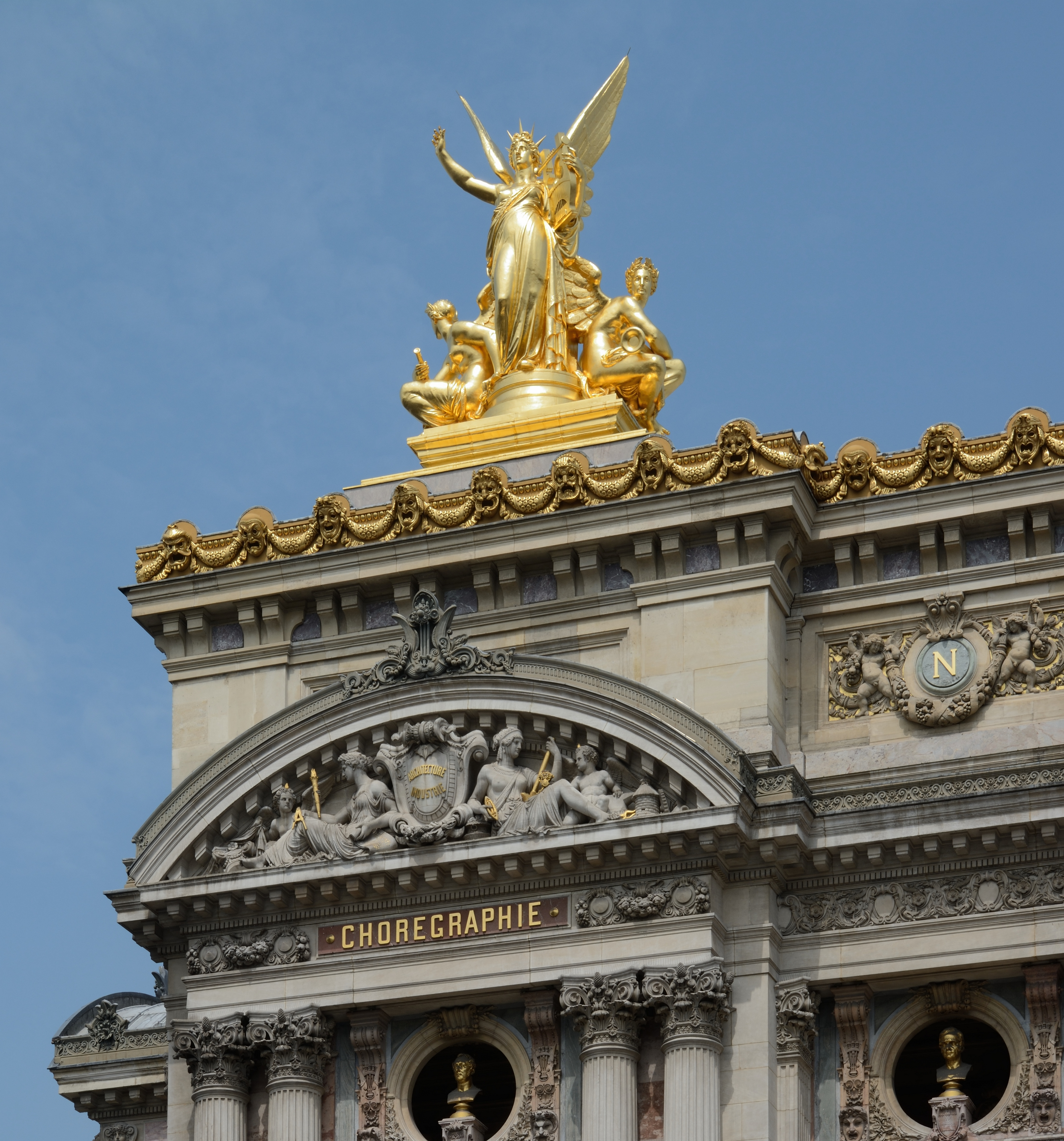
Fassadendetail: Allegorie Choreographie
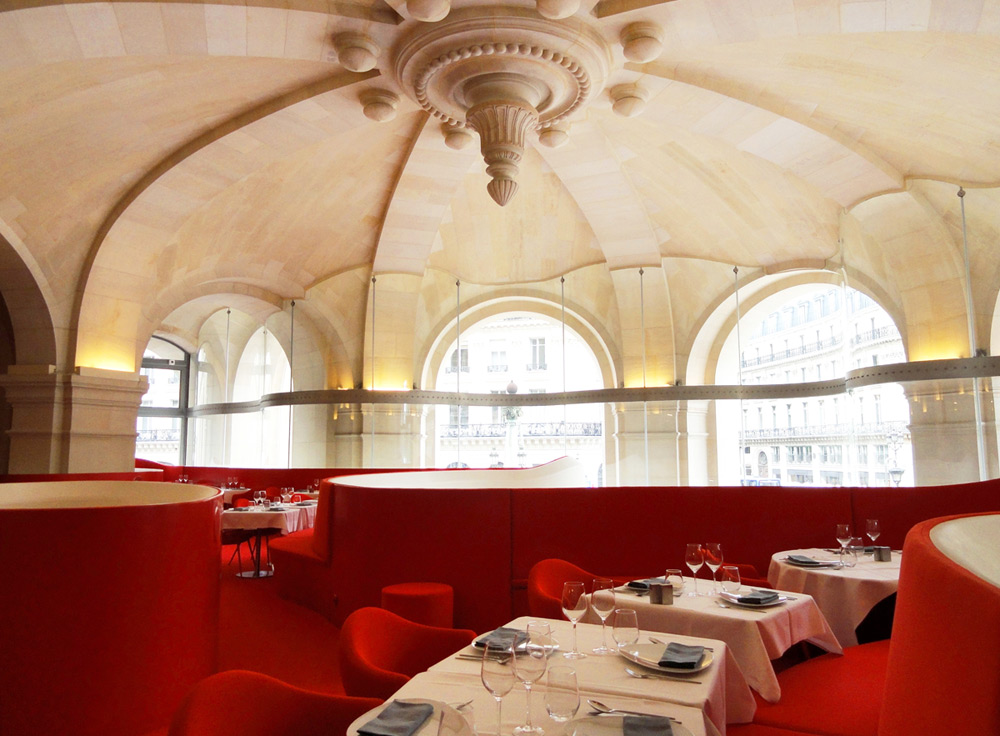
Restaurant der Oper
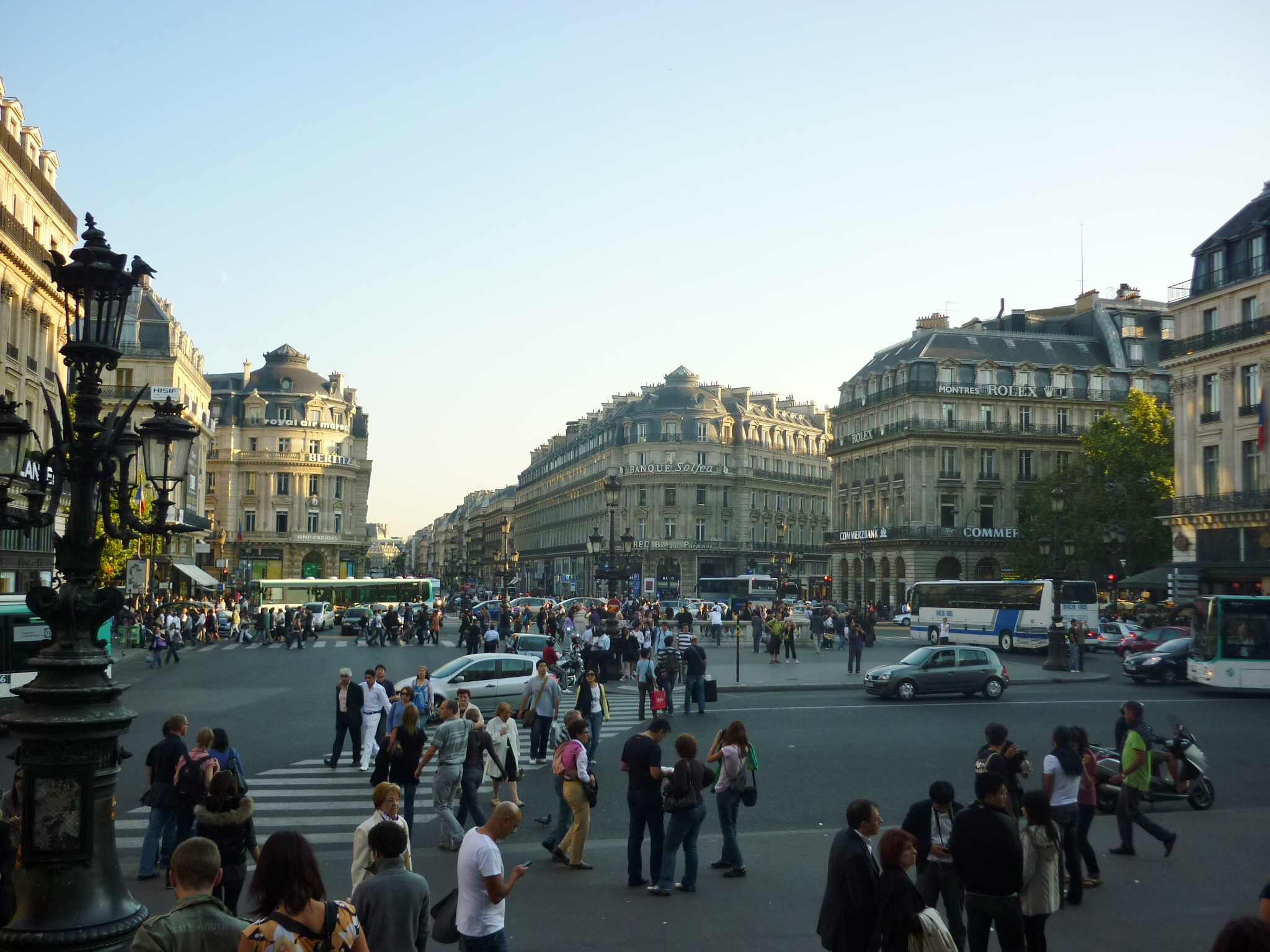
Opernplatz

## Filme / Serien
- Die verbotene Tür. (OT: L’âge heureux.) Ballettfilm, Kinderfilm, Fernsehserie (4 × 52 Min.), Frankreich, 1966.
- Die Pariser Opéra Garnier. (OT: L’Opéra Garnier.) Dokumentarfilm, Frankreich, 1999, 28 Min., Regie: Stan Neumann, Produktion: arte France, Les Films d’ici, Reihe: Baukunst, deutsche Erstausstrahlung: 16. Juni 2001 bei arte, Inhaltsangabe von arte, (Memento vom 18. April 2013 im Webarchiv archive.today).
- Des Kaisers neue Oper. (OT: Un opéra pour un empire.) Dokumentarfilm, Frankreich, 2020, 89:00 Min., Buch und Regie: Patrick Cabouat, Produktion: arte France, Bel Air Media, Fulldawa Production, Erstsendung: 30. Januar 2021 bei arte, Inhaltsangabe von ARD.
- Find me in Paris, britische Fernsehserie, 78 Folgen in drei Staffeln, 2018–2020
- L’Opéra – Dancing in Paris, französische Fernsehserie, 8 Folgen in einer Staffel, 2021